# Troutville (Wirginia)
Troutville – miasto w Stanach Zjednoczonych, w stanie Wirginia, w hrabstwie Botetourt.